# Краснофлотское (Крым)
Краснофло́тское (до 1945 года Кайна́ш; укр. Краснофлотське , крымскотат. Qaynaş, Къайнаш) — село в Советском районе Республики Крым, центр Краснофлотского сельского поселения (согласно административно-территориальному делению Украины — Краснофлотского сельского совета Автономной Республики Крым).

## Население
| 2001 | 2014  |
| ---- | ----- |
| 1187 | ↘1143 |

Всеукраинская перепись 2001 года показала следующее распределение по носителям языка
| Язык             | Процент |
| ---------------- | ------- |
| русский          | 60.66   |
| украинский       | 16.68   |
| крымскотатарский | 10.7    |
| белорусский      | 1.26    |
| другие           | 0.59    |

### Динамика численности
| - 1805 год — 125 чел. - 1864 год — 45 чел. - 1889 год — 260 чел. - 1892 год — 190 чел. - 1900 год — 328 чел. - 1915 год — 101/330 чел. - 1926 год — 353 чел. | - 1939 год — 589 чел. - 1974 год — 822 чел. - 1886 год — 126 чел. - 1989 год — 1103 чел. - 2001 год — 1187 чел. - 2009 год — 1125 чел. - 2014 год — 1143 чел. |

## Современное состояние
На 2017 год в Краснофлотском числится 11 улиц и 4 переулка; на 2009 год, по данным сельсовета, село занимало площадь 148,6 гектара на которой, в 350 дворах, проживало 1125 человек. В селе действуют средняя школа, детский сад «Колосок», сельский дом культуры, библиотека-филиал № 7, отделение почты России, фельдшерско-акушерский пункт. Краснофлотское связано автобусным сообщением с райцентром, Симферополем, городами Крыма и соседними населёнными пунктами.

## География
Краснофлотское — село в центре района, на левом берегу реки Восточный Булганак, у границы с Кировским районом, высота центра села над уровнем моря — 16 м, у западной окраины села проходит основная ветвь Северо-Крымского канала. Ближайший населённый пункт — райцентр Советский — примерно в 5 километрах (по шоссе) на северо-запад, там же ближайшая железнодорожная станция — Краснофлотская (на линии Джанкой — Феодосия). Село Коломенское — в 2,5 км на юго-запад и Варваровка в 3 км западнее. Транспортное сообщение осуществляется по региональной автодороге 35Н-582 Советский — Старый Крым (по украинской классификации — С-0-11425).

## История
Первое документальное упоминание села встречается в Камеральном Описании Крыма… 1784 года, судя по которому, в последний период Крымского ханства Каз Нефер входил в Кучук Карасовский кадылык Карасъбазарскаго каймаканства.
После присоединения Крыма к России (8) 19 апреля 1783 года, (8) 19 февраля 1784 года, именным указом Екатерины II сенату, на территории бывшего Крымского Ханства была образована Таврическая область и деревня была приписана к Левкопольскому, а после ликвидации в 1787 году Левкопольского — к Феодосийскому уезду Таврической области. После Павловских реформ, с 1796 по 1802 год, входила в Акмечетский уезд Новороссийской губернии. По новому административному делению, после создания 8 (20) октября 1802 года Таврической губернии, Кайнаш был включён в состав Байрачской волости Феодосийского уезда.
По Ведомости о числе селении, названиях оных, в них дворов… состоящих в Феодосийском уезде от 14 октября 1805 года , в деревне Кайнаш числилось 9 дворов и 125 жителей крымских татар. На военно-топографической карте генерал-майора Мухина 1817 года деревня Каинаш обозначена с 16 дворами. После реформы волостного деления 1829 года Кайнаш, согласно «Ведомости о казённых волостях Таврической губернии 1829 года», отнесли к Учкуйской волости (переименованной из Байрачской). На карте 1836 года в деревне 18 дворов.
Затем, видимо, вследствие эмиграции крымских татар в Турцию, деревня заметно опустела и на карте 1842 года Кайнаш обозначен условным знаком «малая деревня», то есть, менее 5 дворов.
В 1860-х годах, после земской реформы Александра II, деревню приписали к Шейих-Монахской волости. Согласно «Списку населённых мест Таврической губернии по сведениям 1864 года», составленному по результатам VIII ревизии 1864 года, Кайнаш — владельческая деревня немецких колонистов с 15 дворами, 45 жителями и мечетью при речке Булганак. На трёхверстовой карте Шуберта 1865—1876 года деревня Кайнаш обозначена с 13 дворами. На 1886 год в немецкой колонии Кайнаш Цюрихтальской волости, согласно справочнику «Волости и важнѣйшія селенія Европейской Россіи», проживало 126 человек в 20 домохозяйствах, действовала лавка. По «Памятной книге Таврической губернии 1889 года», по результатам Х ревизии 1887 года, в деревне Кайнаш числилось 46 дворов и 260 жителей, а, согласно энциклопедическому словарю Немцы России. По «…Памятной книжке Таврической губернии на 1892 год» в безземельной деревне Кайнаш (Шейих-Монахской волости, ещё один Кайнаш записан в Цюрихтальской), не входившей ни в одно сельское общество, было 27 жителей, у которых домохозяйств не числилось, а в безземельной деревне Кайнаш (Цюрихтальской волости, ещё один Кайнаш записан в Шейих-Монахской), не входившей ни в одно сельское общество, числилось 163 жителя, домохозяйств не имеющих. По «…Памятной книжке Таврической губернии на 1900 год» в деревне числилось 328 жителей. По Статистическому справочнику Таврической губернии. Ч.II-я. Статистический очерк, выпуск пятый Феодосийский уезд, 1915 год, в деревне Кайнаш (вакуф) Цюрихтальской волости Феодосийского уезда числился 61 двор (все дворы безземельные) с татарским населением в количестве 101 человек приписных жителей и 330 «посторонних», из которых 207 мужчин и 224 женщины. Жители землёй не владели, в хозяйствах имелось 120 лошадей, 30 волов и 70 коров.
После установления в Крыму Советской власти, по постановлению Крымревкома № 206 «Об изменении административных границ» от 8 января 1921 года была упразднена волостная система и село вошло в состав Ичкинского района Феодосийского уезда, а в 1922 году уезды получили название округов. 11 октября 1923 года, согласно постановлению ВЦИК, в административное деление Крымской АССР были внесены изменения, в результате которых округа были отменены, Ичкинский район упразднили, включив в состав Феодосийского в состав которого включили и село. Согласно Списку населённых пунктов Крымской АССР по Всесоюзной переписи 17 декабря 1926 года, в селе Кайнаш, Ичкинского сельсовета Феодосийского района, числился 91 двор, все крестьянские, население составляло 353 человека, из них 345 татар и 8 армян, действовала татарская школа I ступени (пятилетка). В 1928 году в селе создан колхоз им. К. Маркса, позже переименованный в колхоз им. Ленина. Постановлением ВЦИК «О реорганизации сети районов Крымской АССР» от 30 октября 1930 года Феодосийский район был упразднён и был создан Сейтлерский район (по другим сведениям 15 сентября 1931 года), в который включили село, а с образованием в 1935 году Ичкинского — в состав нового района. Видимо, в ходе той же реорганизации, был образован Кайнашский сельсовет, поскольку на 1940 год он уже существовал (в коем состоянии село пребывает всю дальнейшую историю). По данным всесоюзной переписи населения 1939 года в селе проживало 589 человек.

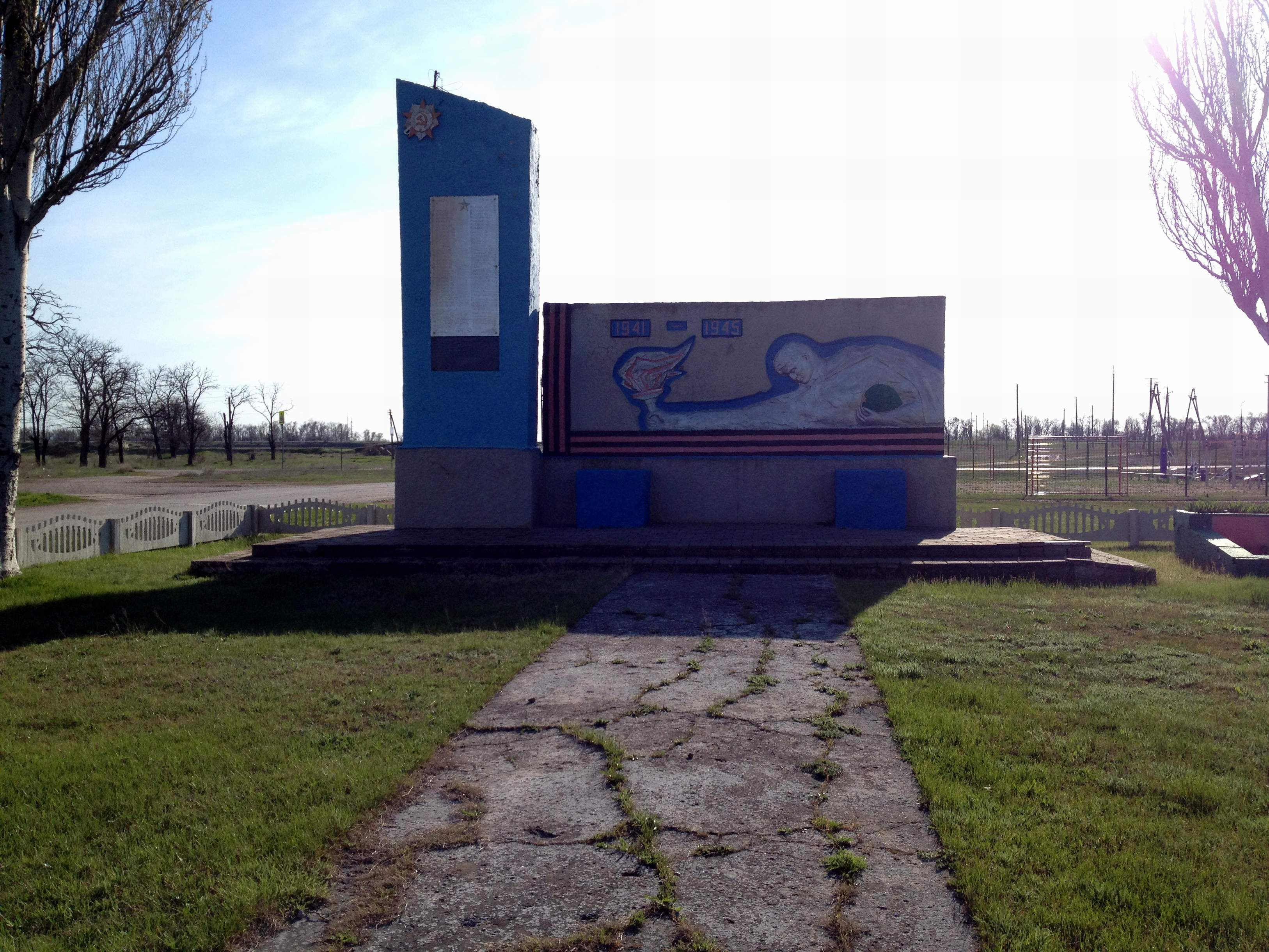
Мемориал погибшим воинам и односельчанам.

В годы Великой Отечественной войны на фронтах и в партизанских отрядах сражались 128 жителей Кайнаша, все награждены орденами и медалями, 67 человек погибли. В январе 1942 года гитлеровцы расстреляли 18 советских военнопленных, участников феодосийского десанта. Местные жители похоронили павших на сельском кладбище. В честь воинов-односельчан в 1975 году в центре села, у школы, установили памятный знак. В 1980 году останки советских воинов с сельского кладбища перезахоронили у Памятного знака. Постановлением Совета министров Республики Крым № 627 от 20 декабря 2016 года мемориал отнесён к категории объектов культурно-исторического наследия России регионального значения.
В 1944 году, после освобождения Крыма от фашистов, согласно Постановлению ГКО № 5859 от 11 мая 1944 года, 18 мая крымские татары были депортированы в Среднюю Азию. 12 августа 1944 года было принято постановление № ГОКО-6372с «О переселении колхозников в районы Крыма» и в сентябре 1944 года в район приехали первые новоселы (180 семей) из Тамбовской области, а в начале 1950-х годов последовала вторая волна переселенцев из различных областей Украины. Указом Президиума Верховного Совета РСФСР от 21 августа 1945 года Кайнаш был переименован в Краснофлотское и Кайнашский сельсовет — в Краснофлотский. С 25 июня 1946 года Краснофлотское в составе Крымской области РСФСР, а 26 апреля 1954 года Крымская область была передана из состава РСФСР в состав УССР. Указом Президиума Верховного Совета УССР «Об укрупнении сельских районов Крымской области», от 30 декабря 1962 года Советский район был упразднён и село присоединили к Нижнегорскому. 8 декабря 1966 года Советский район был восстановлен и село вновь включили в его состав. По данным переписи 1989 года в селе проживало 1103 человека. С 12 февраля 1991 года село в восстановленной Крымской АССР, 26 февраля 1992 года переименованной в Автономную Республику Крым. С 21 марта 2014 года в составе Крыма аннексировано Россией.
12 мая 2016 года парламент Украины, не признающий российскую аннексию, принял постановление о переименовании села в Кайнаш (укр. Кайнаш), в соответствии с законами о декоммунизации, однако данное решение не вступает в силу до «возвращения Крыма под общую юрисдикцию Украины».